# Thérèse Adloff
Thérèse Adloff, née Thérèse Maria Chaudron le 10 novembre 1904 à Badonviller (Meurthe-et-Moselle) et morte le 4 décembre 2005 à Oberhausbergen (Bas-Rhin), est une résistante ayant facilité l'évasion de prisonniers de guerre.

## Biographie
Thérèse Adloff est la fille de Joseph Chaudron, qui travaille à la faïencerie de Badonviller, et de Célestine Bade. Ils ont sept enfants.

### Première Guerre mondiale
À 10 ans, elle assiste aux combats de Badonviller attaqué par les Bavarois. Son père part à Bordeaux où la faïencerie est évacuée. Elle reste à Badonviller avec sa mère malgré les combats ; puis elles finissent par être évacuées en Franche-Comté.
À la fin de la guerre, la famille revient à Badonviller.

### Entre-deux-guerres
À 16 ans, elle entre à la faïencerie où elle rencontre  Alphonse Adloff qu'elle épouse le 16 décembre 1922. Ils auront trois enfants, Lucien 1923-1923, René en 1924 et Louise en 1929.
Son mari Alphonse achète un commerce de charbon pendant que Thérèse embouteille de la bière pour la brasserie de  Champigneulles. Le couple livre ses produits dans toute la région.
En 1938, la famille accueille Charlotte Wertheimer, une jeune fille juive dont les parents ont fui l'Allemagne. La même année, son père est rappelé comme réserviste par l'armée française.

### Seconde Guerre mondiale
Le 20 juin 1940, la famille tente de fuir l'avance des troupes allemandes. Après un mitraillage par la Luftwaffe elle renonce et rentre à Badonviller. 
Dès le 28 juin 1940, Thérèse Adloff entre en Résistance en faisant évader deux prisonniers de guerre français. Dès l'été 1940, la filière d'évasion est au point. Son mari dispose d'une autorisation permanente pour circuler avec son camion pour livrer le charbon et les boissons. Il récupère les évadés et les conduit vers les passeurs. Leur logement et le hangar à charbon servent d'hébergement pour les évadés des camps. Thérèse leur fournit des faux papiers et des vêtements, puis les fait partir par la « route des évasions » de Donon et de Grande-Fontaine. Elle sauve ainsi plusieurs centaines de personnes.
Le 25 août 1942, Thérèse Adloff est arrêtée par la Gestapo. Elle est classée Nacht und Nebel , sa famille n'aura plus de nouvelles pendant trois ans. Elle est violemment interrogée dans les prisons de Nancy, Belfort, Besançon, la Santé et Fresnes à Paris. Elle subit des simulacres d'exécution. Mais elle maintient sa ligne de défense « Elle a trouvé devant sa porte des pauvres hères affamés à qui elle a donné à manger, elle ne sait rien de plus. ».  
En janvier 1943, elle est internée au camp de Flußbach près de Trèves. Le 2 octobre 1943, elle est transférée au camp de Lauban en Basse-Silésie. Le 24 mars 1944, elle est envoyée à Breslau pour y être jugée par le Sondergericht qui la condamne à mort le 31 juillet 1944. Elle est internée à la prison de Jauer. 
Le 24 janvier 1945, devant l'avancée des troupes soviétiques, les femmes de la prison sont transférées au camp de concentration de Ravensbrück. Le 7 mars 1945, elle est acheminée dans un « train de la mort » au camp de concentration de Mauthausen.
Le 2 avril 1945, elle est évacuée par un convoi de la Croix-Rouge dans le cadre d'un accord entre le comte Folke Bernadotte et Heinrich Himmler. Elle reçoit les premiers soins à Lausanne et, le 25 avril 1945, elle est rapatriée en France. 
À son arrivée dans sa famille, le 30 avril 1945, elle ne pèse plus que trente kilos.

### Après guerre
Elle est élue au conseil municipal de Badonviller le 29 avril 1945. Elle y siégera sans interruption jusqu’en 1971.
Thérèse Adloff témoigne dans les écoles et collèges de son vécu en déportation.

## Distinctions
- Officier de la Légion d'honneur (1951)[3];
- Médaille militaire[3];
- Croix de guerre 1939–1945, palme de bronze ;
- Médaille de la Résistance française par décret du 31 mars 1947[3],[5];
- Médaille de la déportation pour faits de Résistance de par son titre de « déportée résistante »[6].

## Reconnaissances
- Un square porte son nom à Badonviller depuis 2016[7].